# Salomão ibne Gabirol
Solomon Ibn Gabirol (Málaga, c. 1021 - Valência, c. 1058), também conhecido como Solomon ben Judah; em hebraico: שלמה בן יהודה אבן גבירול, Sulaymān ibn Yaḥyà ibn Ŷabīrūl, em árabe سليمان بن يحيى بن جبيرول, conhecido como Avecebrol em latim, foi um judeu andalusino, poeta e filósofo.

## Biografia
Filho de uma família cordovesa que escapava das revoltas que deram fim ao califado cordovês —pelo qual Ibn Ezra e Ibn Zakkuto o denominam al-qurtubi, ou seja, "o cordovês", embora ele próprio se proclamasse em vários dos seus poemas acrósticos al-malaqui, malaguenho—, ficou órfão desde muito jovem.
Foi criado e educado em Saragoça. Ali, o seu precoce gênio poético valiou-lhe a proteção do mecenas Yekuti`el ben Isaac, vizir judeu do rei Almondir II da taifa de Saragoça. Ibn Gabirol refere Yequtiel ben Isaac como "príncipe" e "senhor dos senhores", e a ele dedica boa parte dos seus mais excelsos poemas. Eis um fragmento de uma elegia à morte do seu mestre Yequtiel ben Ishaq:
| “ | Repara no sol do ocaso, vermelho, como revestido de um véu de púrpura: vai desvelando os costados a norte e a sul, enquanto cobre de escarlata o poente; abandona a terra nua procurando na sombra da noite abrigo; então o céu obscurece-se, como se coberto de luto pela morte de Yequtiel. | ” |

Em 1039, após os tumultos ocorridos durante o golpe de estado de Abedalá ibne Aláqueme contra Almondir II, Yekutiel foi assassinado e, após dedicar-lhe as mais formosas das suas elegias (um fragmento da qual reproduzimos em cima), Avicebron marchou embora de Saragoça para Granada, à procura de outro protetor, um dos mais notáveis e poderosos personagens da sua época, Semuel ibn Nagrela, vizir de Badis ibne Habus rei zírida de Granada. Foi preceitor do seu filho Iúçufe e, apesar da origem comum das suas famílias —ambas eram cordobessas e emigradas para Málaga—, as suas relações foram conflituosas, atingindo mesmo o confronto pessoal, devido, quer à rivalidade poética quer ao particular caráter de Grabriol, do qual disse ibne Ezra: "O seu gênio indômito levou-o a injuriar os grandes e a enchê-los de ofensas, sem desculpar os seus defeitos". Após residir uns anos em Granada, optou por voltar para Saragoça.
A positiva opinião que de Gabirol têm os cronistas posteriores, ibne Ezra, al-Tulaituli, al-Harizi, ibne Daúde, ibn Parhon ou Yosef Qimhi, não são reflexo da estima de que gozou entre os seus contemporâneos, pois uma vez morto Yequtie`el, e sem a proteção de Semuel ibn Nagrela, o confronto com os seus correligionários foi encerrado com a promulgação de um herem, ou anátema, e a sua expulsão da comunidade hebreia de Saragoça (1045) da que voltou a partir para o exílio.
Não parece que se cumprissem os seus desejos de marchar para Sião, embora não haja testemunhos fiáveis sobre o último período da sua vida. Ibn Zakkuto transmite uma romântica lenda da sua morte em Valência, às mãos de um vate muçulmano ciumento dos seus poemas, e de como após ser inumado sob uma figueira, esta deu os seus mais doces frutos.

## A sua obra
Foi autor de numerosos panegíricos e elegias, mas também cultivou a sátira e o auto-elogio, gêneros habituais então entre os poetas árabes, mas não entre os hebreus.
Também escreveu abundante poesia religiosa, entre a que se destaca o Keter Malkut (Coroa do reino), um longo poema de tendências místicas que supõe uma síntese entre as crenças tradicionais judaicas e a filosofia neoplatônica, tudo isso enfeitado por um grande conhecimento da astronomia árabe. Este poema é usado pelos judeus sefarditas no rito de Iom Quipur.
Compôs, além disso, dois célebres tratados em língua árabe. O primeiro é de caráter filosófico, citado mais adiante, e foi traduzido para o latim como Fons vitae.
O segundo ocupa-se da ética e a moral e é de orientação ascética, o Kitab islah al-ahlaq, em língua hebraica, Tiqqum middot ha-nefes, ou seja, A correição dos caracteres, de 1045.

### Fons Vitae
Aderente à filosofia neoplatônica, a sua obra mais célebre é A fonte da vida (em latim Fons Vitae—em árabe ينبوع الحياة  (Yanbu` al-hayat), traduzido para o hebraico como מקור חיים, (Meqôr hayyîm)-- e está baseada em "Salmos" XXXVI, 10. Esta obra adota a forma de um diálogo entre um mestre e o seu discípulo, e é dividida em cinco partes:
- A primeira parte é uma explicação preliminar das noções de forma e matéria universal.
- A segunda descreve a matéria espiritual subjacente sob as formas corporais.
- A terceira demonstra a existência das substâncias simples.
- A quarta ocupa-se das formas e matérias das substâncias simples.
- A quinta discorre a respeito das formas e matérias universais que existem em si mesmas.

Por não conter esta obra referências aos textos fundamentais do judaísmo, ou seja, o Pentateuco e o Talmude, e por ter sido redigida originalmente em árabe, o seu autor "Avicebrão" foi tomado a princípio por um filósofo muçulmano.
Traduzida para o latim sob o nome de Fons Vitae por monges franciscanos, foi uma importante referência também para esta ordem e para o mundo cristão em geral.

## Obras
- Divã
- `Anaq
- Sefer tiqqum middot ha-nefes
- Sefer Meqor Hayyim
- Sefer Mibhar ha-peninim
- Keter Malkut